# 加藤斌 (実業家)
加藤 斌（かとう なかば、弘化元年2月29日（1844年4月16日） - 1914年（大正3年）9月4日）は幕末の英学者、明治時代の官僚、実業家、政治家。福井藩明道館教授、工部省工学寮学生監長、海軍省海上法律取調掛、東京製絨取締役、新橋銀行頭取、芝区会議員。日本で2番目に刊行された簿記書『商家必用』の訳者として知られる。

## 生涯

### 福井藩
弘化元年（1844年）2月29日福井藩士溝口郷右衛門の次男として生まれた。幼名は辰五郎。幼少期藩儒吉田東篁に漢籍を学び、安政3年（1856年）明道館創設により学生となり、橋本左内に蘭学を学んだ。明道館の校訓「文武不岐」に基づき、子秉の字、斌（なかば、「文武相半ばす」の意）の名を賜り、安政4年（1857年）勉学啓発のため『啓発録』を書き贈られた。
安政4年（1857年）8月20日藩の留学生として左内に従い江戸に上り、浜松町大木忠益塾に入った。安政5年（1858年）1月には京都、4月には江戸と、松平春嶽の下で国事に奔走する左内に付き従い、安政の大獄では10月22日常盤橋の左内邸で尋問を受けた。安政6年（1859年）2月14日祖父の病気により帰郷し、窮理学、暦学、数学等を学び、明道館で詩文、算術を教えた。元治元年（1864年）長州征伐に従軍した。
慶応2年（1866年）10月3日加藤恒一の家督を継いで大番組に入り、11月26日役筒頭、12月25日軍事方となり、28日所左衛門と改称した。慶応3年（1867年）4月11日英学句読師となり、慶応4年（1868年）6月12日上京した。

### 新政府
明治元年（1868年）頃横浜に出て英語を学び、金原明善と東里為替店を開いた。1873年（明治6年）3月18日工部省七等出仕となり、翻訳課長、会計権長を務めた。1874年（明治7年）2月15日工学寮に転じ、学生監長を務め、1875年（明治8年）6月工部権助となった。
祖父の死により帰郷後、1877年（明治10年）再び上京して海軍省一等属となり、海上法律取調掛を務め、1880年（明治13年）6月8日海上裁判所訴訟規則審査局御用掛を兼務した。
退官後、横浜正金銀行に関わり、1892年（明治25年）東京製絨に入社して取締役となり、新橋銀行頭取を務めた。1898年（明治31年）11月から1910年（明治43年）11月まで芝区会議員を4期務めた。1914年（大正3年）9月4日死去し、雑司が谷に墓碑が建てられた。

## 訳書等
- 『商家必用』 -  William Inglis, Book-Keeping by Single & Double Entry[10]の翻訳[11]。
  - 初編 単認（ひとえどめ、単式簿記）之部 - 1873年（明治6年）10月刊。福沢諭吉『帳合之法』に次ぐ日本で2番目の簿記書[12]。
  - 二編 複認（かさねどめ、複式簿記）之部 - 1879年（明治12年）4月刊。訳語は『帳合之法』『銀行簿記精法』も参考にする[13]。
  - 附録 記簿教則 - 1879年（明治12年）4月刊。
- 『独逸海上保険法』 - イギリス人奄徳『海商事』保険部の翻訳[14]。
- 『海上衝突予防規則』（村上敬次郎共訳）
- 「橋本左内の事跡」『維新史料編纂会講演速記録』第3輯

## 親族
- 実父：溝口郷右衛門 - 福井藩士[5]。早逝[2]。
- 養父：加藤恒一[8] - 野坂源右衛門次男。福井藩士。慶応2年（1866年）8月4日神戸で病没[6]。
- 妻：由（ゆう） - 嘉永5年（1852年）2月生。福井藩士小栗秋[15]次女[3]。
  - 長男：加藤内蔵助 - 1883年（明治16年）9月生[8]。満州国宮内府会計審査局長。1947年（昭和22年）12月28日没[16]。
  - 三男：加藤清丸 - 1888年（明治21年）11月生[3]。
  - 四男：矢板玄蕃 - 1889年（明治22年）8月生[3]。
    - 孫：矢板玄

  - 五男：加藤重雄 - 1896年（明治29年）10月生[3]。
  - 長女：柔[17] - 1875年（明治8年）4月生[8]。
    - 養子：加藤勇 - 1874年（明治7年）5月生。川崎重三郎の子[8]。

  - 次女：竜子 - 1904年（明治37年）10月生[3]。